# Михаїл IV Авторіан
Михаїл IV Авторіан (грец. Μιχαήλ Ἀυτωρειανός; д/н — 26 серпня 1212) — константинопольський патріарх у 1208—1212 роках.

## Життєпис
Походив зі знатного візантійського роду, відомого з IX ст. Був добре освіченою людиною і членом літературного кола навколо Євстафія Солунського. У церковній ієрархії він досяг посади великого сакеларія (відповідав за фіскальні справи Cобору Святої Софії) та був членом патріаршої ради. 1204 році під час розграбування Константинополя хрестоносцями врятувався. Супроводжував патріарха Івана X до Дідимотейхону у Фракії. Після смерті того у травні 1206 року перебрався до гори Олімп біля м. Пруса. Був призначений єпископом Амастріс, але Давид Комнін відхилив його призначення як порушення його суверенітету.
У 1208 році під час синоду в Нікеї обирається новим патріархом. Це був перший випадок, коли обирали патріарха поза його престолом. Важливу роль в обрані Авторіана відіграв Василь Каматир. Водночас Михаїл став митрополитом Нікеї.
Незабаром після призначення, 20 березня 1208 року Михаїл IV здійснив коронацію Феодора Ласкаріса як імператора. Цим було підтверджено статус останнього як спадкоємця Візантії. Активно займався призначенням нових митрополитів та архієпископів з числа вищих константинопольських ієрархів. Патріарх також зробив дуже незвичайний крок, що суперечило візантійській традиції і православній доктрині, обіцяючи прощення гріхів воїнам Ласкаріса, які полягли в битві. Проте виявляється, що ця обіцянка була короткочасною. Помер в Нікеї 26 серпня 1212 року. Новим патріархом було отбрано Феодора II Іриніка.